# کاترین لونگرت
کاترین لونگرت (انگلیسی: Kathrin Längert؛ زادهٔ ۴ ژوئن ۱۹۸۷) بازیکن فوتبال اهل آلمان است.
از باشگاه‌هایی که در آن بازی کرده‌است می‌توان به باشگاه فوتبال زنان بایرن مونیخ، باشگاه فوتبال بایرن مونیخ، باشگاه فوتبال اس‌جی‌اس اسن، باشگاه فوتبال روزنگرد، و باشگاه فوتبال اف‌سی‌آر ۲۰۰۱ دویسبورگ اشاره کرد.
وی همچنین در تیم ملی فوتبال زنان آلمان بازی کرده‌است.